# Mond van Sauron
De Mond van Sauron (Engels: the Mouth of Sauron) is in het boek In de ban van de ring de boodschapper van Sauron en de Luitenant van de Zwarte Toren (Barad-dûr). Volgens de beschrijving in het boek is hij onder deze namen bekend, omdat hij zijn eigen naam vergeten is.
De Mond van Sauron was waarschijnlijk een Zwarte Númenoreaan. Zwarte Númenoreanen zijn Mensen van Númenor die de kant van Sauron kozen. Door vele daden, raadgevingen en ook leugens klom hij steeds hoger in rang. Uiteindelijk werd hij Saurons trouwste dienaar, buiten de Tovenaar-koning. Sauron leerde hem ook duistere toverkunsten, waardoor hij wellicht een veel langere levensduur kreeg dan een normale Númenoreaan. 
De Mond van Sauron treedt vlak voor de Slag bij de Morannon het leger van Aragorn tegemoet, en doet hun het volgende aanbod: Alle landen ten oosten van de Anduin worden afgestaan aan Sauron, terwijl de landen ten westen daarvan autonoom blijven onder toezicht van een vertegenwoordiger die te Isengard zal zetelen. De Mond van Sauron geeft aan dat deze positie, na het afvallen van Saruman, aan hemzelf toe zal vallen. Vervolgens toont hij hun het mithril-maliënkolder en andere zaken die Frodo in de Toren van de Cirith Ungol was kwijtgeraakt, zodat Aragorn en Gandalf denken dat Frodo en Sam gevangen zijn genomen. Aragorn daagt de Mond van Sauron uit met een blik in zijn ogen die hij niet kan weerstaan en roept dat hij een heraut is en niet mag worden bedreigd. 
In het boek trekt de Mond van Sauron zich met zijn gevolg haastig terug nadat Gandalf hem de eigendommen van Frodo heeft afgenomen en namens de Afgevaardigden van het Westen zijn voorstel heeft afgewezen. 

## Films en computerspellen
In de film van Peter Jackson onthoofdt Aragorn hem met zijn zwaard Anduril.
Hij komt voor in het boek In de Ban van de Ring, de speciale editie van The Return of the King, het videospel The Return of the King, het computerspel The Battle for Middle-earth II, het spel The Lord of the Rings: Conquest, The Lord of the Rings Legogame en in Aragorn's Quest.